# Máma (seriál)
Máma (v anglickém originále Mom) je americký sitcom, který měl premiéru 23. září 2013 na americké stanici CBS. Sitcom pochází z pera Chucka Lorrea, Eddieho Gorodetskyho a Gemmy Baker. Seriál produkovaly společnosti Warner Bros. Television a Chuck Lorre Productions. V hlavních rolích se objevily Anna Farisová a Allison Janneyová a doprovázeli je Mimi Kennedy, Jaime Pressly, Beth Hall, William Fichtner, Sadie Calvano, Blake Garrett Rosenthal, Matt Jones, French Stewart a Kristen Johnston. V únoru 2019 byla stanicí objednána sedmá řada, která měla premiéru 26. září 2019, a osmá řada, jež se stala řadou poslední. Její premiéra proběhla 13. května 2021.
Dne 29. června 2015 seriál v Česku uvedla TV Nova.

## Synopse
Máma sleduje Christy Plunkettovou (Anna Farisová), svobodnou matku, která bojuje s alkoholismem a drogami, se rozhodne restartovat svůj dosavadní život v Sonomě, Kalifornii, kde pracuje jako servírka a dochází na sezení Anonymních alkoholiků. Její matka Bonnie Plunkettová (Allison Janneyová) se také zotavuje ze závislosti na drogách a alkoholu. Součástí rodiny je také Christiina dcera Violet (Sadie Calvano), kterou měla ve svých šestnácti letech a syn Roscoe (Blake Garrett Rosenthal), kterého měla se svým exmanželem Baxterem (Matt L. Jones). Seriálem postupně prochází problematiky skutečného života jako je alkoholismus, těhotenství v mladém věku, rakovina, bezdomovectví, gamblerství, domácí násilí, smrt, drogová závislost nebo relaps.

## Obsazení

### Hlavní role
| Postava             | Představitel            | Řady            | Řady            | Řady            | Řady            | Řady            | Řady            | Řady            | Řady            |
| Postava             | Představitel            | 1               | 2               | 3               | 4               | 5               | 6               | 7               | 8               |
| ------------------- | ----------------------- | --------------- | --------------- | --------------- | --------------- | --------------- | --------------- | --------------- | --------------- |
| Christy Plunkettová | Anna Farisová           | hlavní          | hlavní          | hlavní          | hlavní          | hlavní          | hlavní          | hlavní          | Does not appear |
| Bonnie Plunkettová  | Allison Janney          | hlavní          | hlavní          | hlavní          | hlavní          | hlavní          | hlavní          | hlavní          | hlavní          |
| Violet Plunkettová  | Sadie Calvano           | hlavní          | hlavní          | hlavní          | vedlejší        | Does not appear | hostující       | Does not appear | Does not appear |
| Gabriel             | Nate Corddry            | hlavní          | hlavní          | Does not appear | Does not appear | Does not appear | Does not appear | Does not appear | Does not appear |
| Baxter              | Matt Jones              | hlavní          | hlavní          | hlavní          | vedlejší        | hostující       | hostující       | Does not appear | Does not appear |
| šéfkuchař Rudy      | French Stewart          | hlavní          | hlavní          | hostující       | Does not appear | hostující       | vedlejší        | vedlejší        | hostující       |
| Luke                | Spencer Daniels         | hlavní          | vedlejší        | Does not appear | hostující       | Does not appear | Does not appear | Does not appear | Does not appear |
| Roscoe              | Blake Garrett Rosenthal | hlavní          | hlavní          | hlavní          | vedlejší        | Does not appear | Does not appear | Does not appear | Does not appear |
| Marjorie Armstrong  | Mimi Kennedy            | vedlejší        | hlavní          | hlavní          | hlavní          | hlavní          | hlavní          | hlavní          | hlavní          |
| Jill Kendall        | Jaime Pressly           | Does not appear | vedlejší        | hlavní          | hlavní          | hlavní          | hlavní          | hlavní          | hlavní          |
| Wendy Harris        | Beth Hall               | Does not appear | vedlejší        | hlavní          | hlavní          | hlavní          | hlavní          | hlavní          | hlavní          |
| Adam Janikowski     | William Fichtner        | Does not appear | Does not appear | vedlejší        | hlavní          | hlavní          | hlavní          | hlavní          | hlavní          |
| Tammy Diffendorf    | Kristen Johnston        | Does not appear | Does not appear | Does not appear | Does not appear | hostující       | vedlejší        | hlavní          | hlavní          |

- Anna Farisová jako Christy Plunkettová: svobodná matka, která už rok nepije a stále bojuje se závislostí na drogách s gamblerstvím. Momentálně se snaží vyhýbat alkoholu, aby si získala zpátky důvěru své dcery Violet, o které se v prvním díle dozví, že otěhotnila. Christy má také syna Roscoea, pro kterého se snaží být dobrým příkladem. Sama se však snaží vyřešit své problémy s vlastní matkou Bonnie, která ji nebyla nikdy dobrý vzorem, jelikož šla radši ven pít než ji vychovávat. Christy se později dozví o svém biologickém otci, kterého se pokusí najít. Najde ženatého člověka s dvěma dětmi vlastnící opravnu aut v Chicu, v Kalifornii.
- Allison Janneyová jako Bonnie Plunkettová: matka Christy, zotavující se ze závislosti, která je nyní vděčná za svůj život. Snaží se získal lásku a důvěru své dcery, o kterou se nebyla schopna správně starat. Bývala svobodnou matkou, která šla raději na párty než aby zůstala doma. S postupem času a absolvování několika terapií, našla rovnováhu života a rozhodla se dohnat ztracený čas se svou dcerou tím, že ji představí svou minulost včetně jejího biologického otce či o své bočné kariéře drogového dealera.
- Sadie Calvano jako Violet Plunkettová: dcera Christy a starší nevlastní sestra Roscoea. Violet je pracovitá, inteligentní a sebejistá, ale naštvaná na svou matku, která neměla čas se starat o své děti i přesto, že je střízlivá. Poté, co zjistí, že je těhotná se svým přítelem Lukem, rozhodne se dát dítě k adopci, jelikož si myslí, že je to nejlepší způsob jak prolomit cyklus, který nastavila její matka s babičkou.
- Nate Corddry jako Gabriel: manažer restaurace, kde pracuje Christy. Oženil se s dominantní ženou, která ho děsí. Dříve udržoval vztah s Christy, než ho ukončila. Gabriel se ho často snaží obnovit, což se mu povede krátce v druhé řadě, když je Christy představena jako jeho náhradnice. Je pracovitý, schopný manažer, často se však stává podřízeným svých podřízených, obzvlášť šéfkuchaře Rudyho.
- Mimi Kennedy jako Marjorie Armstrongová (v 1. řadě vedlejší; od 2. řady hlavní): dávná kamarádka, později nepřítelkyně, poté zase kamarádka Bonnie, která se spřátelila s Christy na AA. Měla problémy s alkoholem, drogami a nyní čelí rakovině prsu.
- Matt J. Jones jako Baxter: exmanžel Christy a otec Roscoea. Okouzlující, ale velmi nestabilní, jelikož není schopen udržet si vztah nebo práci déle než měsíc, což ho vede k nelegálním obchodům. Během druhé řady se díky své nové bohaté přítelkyně vzdá nelegálních obchodů a začne prodávat ojetá auta.
- French Stewart jako šéfkuchař Rudy: šefkuchař v restauraci, ve které Christy pracuje jako servírka. Dominantní, vychloubačný a arogantní muž, který často křičí na své podřízené a nebojí se kohokoliv a jakkoliv ponížit, kdo jde proti němu. Pečlivě si střeží svoji minulost a vzdaluje se od lidí, krátce spadne do vztahu s Bonnie, kde se odhalí, že je fetišista s drahým vkusem a má zálibu v kradení jídla z restaurace.
- Spencer Daniels jako Luke (v 1. a 2. řadě hlavní): mladý student, který si rád užívá života. Chodil s Violet, která s ním otěhotněla. Luke často kouří marihuanu, ale vždycky se snaží dokázat, že není tak šílený jak na první pohled vypadá.
- Blake Garrett Rosenthal jako Roscoe Plunkett: syn Christy a Baxtera a mladší nevlastní bratr Violet. Roscoe není moc inteligentní a na svůj věk až moc jednoduchý. Miluje svého otce i přesto, že není správným vzorem.
- Jaime Pressly jako Jill Kendallová (v 2. řadě vedlejší; od 3. řady hlavní): nová členka anonymních alkoholiků, bohatá prominentka, nachylná k recidivám a násilnému chování.
- Beth Hall jako Wendy Harris (v 2. řadě vedlejší; od 3. řady hlavní): členka na sezení žen, která často pláče. Pracuje jako zdravotní sestra.

### Vedlejší role
- Kevin Pollak jako Alvin Biletnikoff (1. a 2. řada): biologický otec Christy a expřítel Bonnie, který je opustil, když se narodila Christy. Když ho Christy našla ženatého s dvěma dětmi, ukázal, že Christy miluje a udělá vše, aby ji pomohl v jejím životě včetně toho, aby byl zde pro svá vnoučata jako děda. Jeho vztah s Bonnie nebyl zpočátku dobrý, chovali k sobě nenávist za své chyby v minulosti, ale poté co ho opustila jeho manželka a přežil infarkt, přehodnotil ho. V druhé řadě, když je Alvin s Bonnie v posteli, dostal druhý infarkt a umírá.
- Octavia Spencerová jako Regina Tompkinsová: člen anonymních alkoholiků a finanční poradkyně, která zpronevěřila peníze svých klientů, díky čemuž čelí trestu odnětí svobody. Na povrch mají Regina s Christy a Bonnie vztah plný opovržení, pod povrchem k sobě nesou určitou náklonnost. V polovině druhé řady se stává náboženskou fanatičkou.
- Courtney Henggeler jako Claudia: snobská a bohatá exmanželka Gabriela.
- Reggie de Leon jako Paul: tichý a často submisivní Rudyho kolega šéfkuchař.
- Justin Long jako Adam Henchy (1. řada): stavební inženýr, který se stane prvním přítelem Christy od doby co je střízlivá. Později se s ním Christy rozejde.
- Beverly D'Angelo jako Lorraine Biletnikoffová (2. řada): Alvinova exmanželka, která pohrdá Bonnie a Christy.
- Jordan Dunn (1. řada) a Clark Duke (2. řada) jako Jackie Biletnikoff: Alvinův a Lorreainin mladší syn, závislý.
- Zachary Stockdale (1. řada) a Chris Smith (2. řada) jako Douglas Biletnikoff: Alvinův a Lorreainin starší syn, který nemá zrovna dobrý vztah s Christy.
- Sara Rue jako Candace (2. řada): Baxterova nová bohatá přítelkyně, která ho dokázala změnit. Christy s ní jednostranně soupeří.
- David Krumholtz jako Gregory Munschnick (2. řada): Violetin snoubenec, profesor psychologie na vysoké škole, kterou navštěvuje Violet.

### Dabing
| Postava             | představitel            | český dabér                                                                         |
| ------------------- | ----------------------- | ----------------------------------------------------------------------------------- |
| Christy Plunkettová | Anna Farisová           | Petra Hobzová                                                                       |
| Bonnie Plunkettová  | Allison Janney          | Zuzana Slavíková                                                                    |
| Violet Plunkettová  | Sadie Calvano           | Pavlína Kostková (1. řada), Pamela Soukupová (2.-4. řada), Nikol Kouklová (6. řada) |
| Roscoe              | Blake Garrett Rosenthal | Jan Köhler                                                                          |
| Baxter              | Matt L. Jones           | Michal Holán                                                                        |
| Marjorie Armstrong  | Mimi Kennedy            | Jana Postlerová                                                                     |
| Jill Kendall        | Jaime Pressly           | Kateřina Lojdová                                                                    |
| Wendy Harris        | Beth Hall               | Lucie Svobodová                                                                     |
| Adam Janikowski     | William Fichtner        | Vladislav Beneš                                                                     |
| Tammy Diffendorf    | Kristen Johnston        | Radka Stupková                                                                      |
| Gabriel             | Nate Corddry            | Michal Michálek                                                                     |
| Luke                | Spencer Daniels         | Vojtěch Hájek                                                                       |
| šéfkuchař Rudy      | French Stewart          | Pavel Šrom                                                                          |

## Řady a díly
| Řada | Díly | Premiéra v USA    | Premiéra v USA  | Premiéra v ČR     | Premiéra v ČR     |
| Řada | Díly | První díl         | Poslední díl    | První díl         | Poslední díl      |
| ---- | ---- | ----------------- | --------------- | ----------------- | ----------------- |
| 1    | 22   | 23. září 2013     | 14. dubna 2014  | 29. června 2015   | 29. července 2015 |
| 2    | 22   | 30. října 2014    | 30. dubna 2015  | 30. července 2015 | 28. srpna 2015    |
| 3    | 22   | 5. listopadu 2015 | 19. května 2016 | 29. května 2017   | 5. června 2017    |
| 4    | 22   | 27. října 2016    | 11. května 2017 | 27. června 2017   | 4. července 2017  |
| 5    | 22   | 2. listopadu 2017 | 10. května 2018 | 26. prosince 2018 | 5. ledna 2019     |
| 6    | 22   | 27. září 2018     | 9. května 2019  | 26. března 2020   | 2. dubna 2020     |
| 7    | 20   | 26. září 2019     | 16. dubna 2020  | 2. března 2021    | 8. března 2021    |
| 8    | 18   | 5. listopadu 2020 | 6. května 2021  | 8. ledna 2022     | 13. ledna 2022    |

## Výroba

### Vývoj

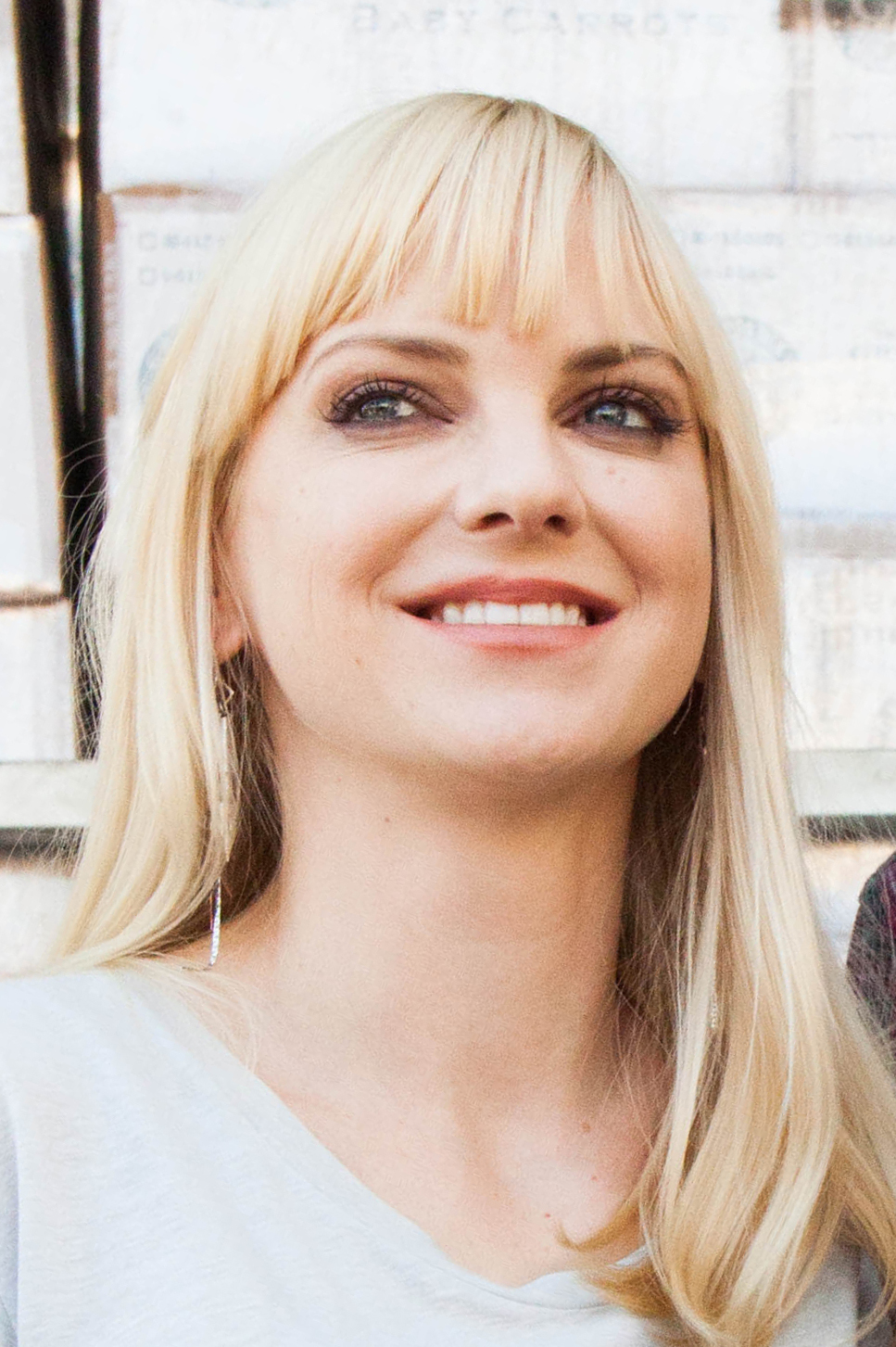
Anna Farisová byla obsazena v lednu 2013

Seriál Máma byl stanici CBS a společnost Warner Bros. představen v prosinci 2012 a stal se jedním z jejich prioritních projektů. Částečně jejich zájem ovlivnila také čtyřletá dohoda, kterou tvůrce seriálu Chuck Lorre uzavřel předešlého září s Warnery. Díky dohodě mohl Lorre vytvořit čtyři sitcomy pro jednu stanici, jež by je odvysílala, a to počínaje televizní sezónou 2013–2014. Dne 9. května 2013 stanice CBS objednala první řadu. a 18. října téhož roku seriál získal plnou řadu s 22 díly Dne 13. března 2014 stanice objednala druhou řadu.
Dne 5. února 2019 bylo ohlášeno, že seriál získal sedmou a osmou řadu. Sedmá řada měla premiéru 26. září 2019. Dne 4. září 2020 bylo oznámeno, že Farisová opustí seriál a neobjeví se v osmé řadě; nato stanice CBS v únoru 2021 oznámila, že osmá řada bude závěrečnou řadou seriálu. Její premiéra proběhla 13. května 2021.

### Casting
Do seriálu byla v lednu 2013 do hlavní role Christy obsazena herečka Anna Farisová, která hostovala v různých televizních i filmových projektech a byla také v hledáčku pro jiné televizní projekty (včetně neodvysílaného pilotního dílu s názvem Blue Skies z produkce NBC). Dne 28. ledna 2013 se k Farisové přidala Allison Janney v roli její matky. Matt Jones a Spencer Daniels byli obsazeni v únoru 2013; Jones se ujal role Baxtera, Christyiny bývalého manžela, a Daniels se ujal role Luka, přítele Christyiny dcery Violet.

## Ocenění a nominace
| Rok  | Ocenění                          | Kategorie                                                         | Nominovaný        | Výsledek  | Zdroje |
| ---- | -------------------------------- | ----------------------------------------------------------------- | ----------------- | --------- | ------ |
| 2014 | People's Choice Awards           | Nejoblíbenější nový komediální seriál                             | Máma              | nominace  |        |
| 2014 | People's Choice Awards           | Nejoblíbenější herečka v novém televizním seriálu                 | Anna Farisová     | nominace  |        |
| 2014 | People's Choice Awards           | Nejoblíbenější herečka v novém televizním seriálu                 | Allison Janneyová | nominace  |        |
| 2014 | Critics' Choice Television Award | Nejlepší herečka ve vedlejší roli v komediálním seriálu           | Allison Janneyová | vítězství |        |
| 2014 | Critics' Choice Television Award | Nejlepší hostování v komediálním seriálu                          | Mimi Kennedy      | nominace  |        |
| 2014 | Emmy Award                       | Význačná vedlejší herečka v komediálním seriálu                   | Allison Janneyová | vítězství |        |
| 2015 | People's Choice Awards           | Nejoblíbenější komediální seriál                                  | Máma              | nominace  |        |
| 2015 | Golden Globe Awards              | Nejlepší herečka ve vedlejší roli: seriál, minisérie nebo TV film | Allison Janneyová | nominace  | [ 15 ] |
| 2015 | Prism Awards                     | Výkon v komediálním seriálu                                       | Anna Farisová     | nominace  |        |
| 2015 | Prism Awards                     | Výkon v komediálním seriálu                                       | Allison Janneyová | vítězství |        |
| 2015 | Prism Awards                     | Díl komediálního seriálu nebo příběh o vícero dílech              | Máma              | nominace  |        |
| 2015 | Critics' Choice Television Award | Nejlepší komediální seriál                                        | Máma              | nominace  |        |
| 2015 | Critics' Choice Television Award | Nejlepší herečka ve vedlejší roli v komediálním seriálu           | Allison Janneyová | vítězství |        |